# 天诛系列

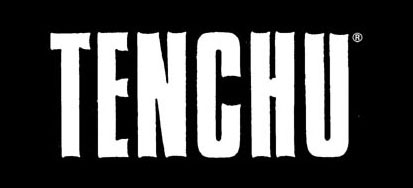
天诛系列logo

天诛是以日本战国时代忍者为题材的隐蔽类游戏系列，首作于1998年在PlayStation平台发行。

## 作品列表
《立体忍者活劇 天誅》
系列第一作，1998年2月26日发售。游戏主角为战国时代大名乡田松之信手下的东忍流忍者力丸和彩女。主要敌人为鬼阴。音乐制作是朝仓纪行。一年后它推出了追加两个关卡和其他若干设定的增补版《忍凯旋》，后来又发售了爱好者地图集成的《忍百选》。
《立体忍者活劇 天誅 弐》
系列第二作，2000年11月30日发售。情节为7年前未出师时的力丸和彩女，追加了人物龙丸，BOSS为香我美。
《天誅 参》
第三作，PlayStation 2版于2003年4月24日发售，Xbox版（回帰ノ章）于2004年5月27日，2009年8月27日发售PlayStation Portable版。新推出人物藤冈铁舟。
《天誅 紅》
2004年7月22日发售，2010年1月28日推出了16:9画面的PlayStation Portable版。
《 天誅 忍大全》
2005年7月28日推出的PlayStation Portable游戏。
《天誅 DARK SHADOW》
全系列唯一的任天堂DS作品，2006年4月6日发售，情节是紧接在二之后。
《天誅 千乱》
2006年10月5日的Xbox 360游戏，除了以力丸为师外情节上和主系列没有什么关联。
《Shadow Assault 〜TENCHU〜》
2008年10月8日在Xbox 360上推出，通过Xbox LIVE下载。使用了三、红、千乱里的人物。
《天誅 4》
2008年10月23日推出Wii版，2009年2月12日推出PlayStation Portable版，是继红之后又一次情节推进。
手机游戏
《天誅 彩女の章》（あやめのしょう）
《天誅 忍術皆伝》（にんじゅつかいでん）
《天誅 戦国秘録》（せんごくひろく）
《天誅 忍ノ兵法》（しのびのひょうほう）

## 関連項目
- SEKIRO: SHADOWS DIE TWICE